# Rue Saint-Éloi (Lyon)
Pour les articles homonymes, voir Rue Saint-Éloi.
La rue Saint-Éloi est une voie du 5e arrondissement de Lyon, en France.

## Situation et accès
La rue Saint-Éloi est une impasse du quartier Saint-Paul situé dans le Vieux Lyon qui ouvre au n°22 quai de Bondy dans le 5e arrondissement de Lyon.
Ce site est desservi par les stations de métro Hôtel de Ville - Louis Pradel et Vieux Lyon - Cathédrale Saint-Jean.
- Ligne forte C3
- Lignes de bus C14, C19, C20 et 31
- Navette fluviale Vaporetto
- Stations Vélo'v : Saint Paul (Gare) - Place Fousseret (Angle quai de Bondy) - Place Gerson (proche Quai Pierre Scize)

## Historique
Le tracé de cette ruelle remonte au Moyen Âge. Au XIXe siècle la rue avait encore un débouché mais celui-ci fut bouché au début du XXe siècle par la construction des bâtiments de la rue François-Vernay.